# Mistrzostwa Azji w Judo 1984
Mistrzostwa Azji rozegrano w Kuwejcie w dniach 1-4 kwietnia 1984 roku.

## Tabela medalowa
Gospodarz zawodów został zaznaczony kolorem.
| Poz.  | Państwo          |   |   |    | Łącznie |
| ----- | ---------------- | - | - | -- | ------- |
| 1.    | Japonia          | 8 | 0 | 0  | 8       |
| 2.    | Chiny            | 0 | 3 | 4  | 7       |
| 3.    | Korea Południowa | 0 | 3 | 3  | 6       |
| 4.    | Korea Północna   | 0 | 1 | 3  | 4       |
| 5.    | Chińskie Tajpej  | 0 | 1 | 1  | 2       |
| 6.    | Iran             | 0 | 0 | 3  | 3       |
| 7.    | Kuwejt           | 0 | 0 | 2  | 2       |
| Razem | Razem            | 8 | 8 | 16 | 32      |

## Mężczyźni
| Waga   | Złoto:            | Srebro:        | Brąz:            | Brąz:           |
| 60 kg  | Kenichi Haraguchi | Zan            | Ko               | Park            |
| 65 kg  | Yōsuke Yamamoto   | Lee Kyung-keun | Bambang Prakarsa | Chen            |
| 71 kg  | Tsugihiro Nakau   | Liu            | Li               | Ahn Byeong-keun |
| 78 kg  | Hiromitsu Takano  | Li             | Liu              | Sapti           |
| 86 kg  | Seiki Nose        | Park           | Viseh            | Park            |
| 95 kg  | Masato Mihara     | Park           | Xian             | Ei              |
| +95 kg | Hisao Ito         | Zu             | Hwang            | Idres           |
| Open   | Yoshimi Masaki    | Zu             | Kanbabaei        | Hwang           |